# Flugplatz Opole-Polska Nowa Wieś

i8
i11
i13

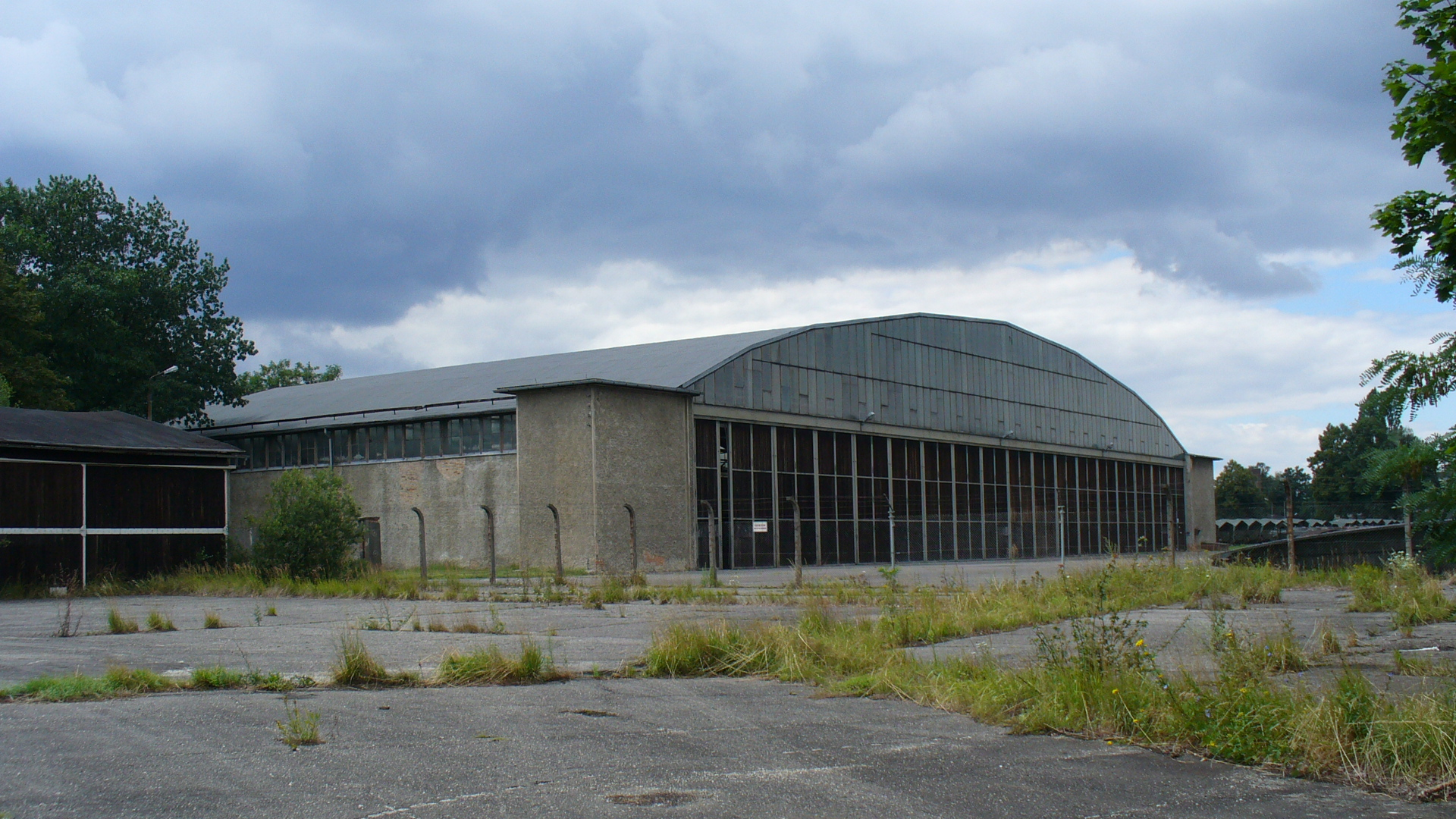
Originalhangar von 1937

Der Flugplatz Opole-Polska Nowa Wieś ist ein Flugplatz nahe dem Ort Polnisch Neudorf, elf Kilometer westlich von Opole (Oppeln). Er war von 1938 an, als Fliegerhorst Neudorf O/S, ein Fliegerhorst der Luftwaffe der Wehrmacht.

## Geschichte
Der Fliegerhorst Neustadt O/S wurde zwischen 1938 und 1939 neu angelegt. Die Start- und Landebahn hatte einen Grasuntergrund. Im Süden des Fliegerhorstes schlossen sich drei große und ein mittlerer Hangar an. Hier befanden sich auch weitere Wirtschafts- und Unterkunftsgebäude. Als erste fliegende Einheit war hier, ab September 1938, die IV. (Ergänzungs-)Gruppe des Kampfgeschwaders 254 untergebracht. Auch lagen hier von 1939 bis 1945 verschiedene Flugzeugführerschulen für einmotorige Flugzeuge.
Die folgende Tabelle zeigt eine Auflistung aller fliegender aktiver Einheiten (ohne Schul- und Ergänzungsverbände) die hier zwischen 1939 und 1945 stationiert waren.
| Von            | Bis            | Einheit                                                                                           | Ausrüstung               |
| -------------- | -------------- | ------------------------------------------------------------------------------------------------- | ------------------------ |
| September 1938 | Oktober 1938   | IV./KG 254 (IV. Gruppe des Kampfgeschwaders 254)                                                  |                          |
| August 1939    | September 1939 | Stab, I., II./St.G. 77 (Stab, I. und II. Gruppe des Sturzkampfgeschwaders 77)                     | Junkers Ju 87B           |
| September 1939 | September 1939 | Stab/KG 26                                                                                        | Heinkel He 111H          |
| September 1939 | September 1939 | I./KG 53                                                                                          | Heinkel He 111H          |
| September 1939 | September 1939 | IV./KG z. b. V. 1 (IV. Gruppe des Kampfgeschwaders zu besonderen Verwendung 1 (Transportflieger)) | Junkers Ju 52/3m         |
| Dezember 1939  | März 1940      | III./KG 55                                                                                        | Heinkel He 111P          |
| Januar 1940    | Februar 1940   | III./SKG 10 (III. Gruppe des Schnellkampfgeschwaders 10)                                          | Focke-Wulf Fw 190A       |
| November 1941  | August 1944    | III./NJG 3 (III. Gruppe des Nachtjagdgeschwaders 3)                                               | Messerschmitt Bf 110G-4  |
| Juli 1943      | August 1943    | I./ZG 1 (I. Gruppe des Zerstörergeschwaders 1)                                                    | Messerschmitt Bf 110G-2  |
| Oktober 1943   | März 1944      | Stab, III./ZG 26                                                                                  | Messerschmitt Bf 110G-2  |
| Juni 1944      | Juli 1944      | III./JG 1                                                                                         | Messerschmitt Bf 109G-6  |
| Juni 1944      | Juli 1944      | I./JG 3                                                                                           | Messerschmitt Bf 109G-6  |
| Juli 1944      | August 1944    | Stab/JG 53                                                                                        | Messerschmitt Bf 109G-14 |
| August 1944    | Oktober 1944   | I./JG 5                                                                                           | Messerschmitt Bf 109G-6  |
| September 1944 | November 1944  | I./LG 1                                                                                           | Junkers Ju 88S-3         |
| Oktober 1944   | Dezember 1944  | Stab, II./JG 11                                                                                   | Messerschmitt Bf 109G-6  |

Seit 1945 liegt der Flugplatz in Polen und gehört heute zur Gemeinde Comprachtschütz im Powiat Opolski (Landkreis Oppeln) in Oberschlesien in der Woiwodschaft Oppeln. Der Flugplatz ist immer noch in Betrieb und wird für Sportflugzeuge genutzt.